# Шарко, Владимир Николаевич
Владимир Николаевич Шарко (бел. Уладзімір Мікалаевіч Шарко; род. 27 мая 1974, Минск) — белорусский баскетболист, выступавший на позиции атакующего защитника и лёгкого форварда. Четырнадцатикратный чемпион Беларуси.

## Биография
Владимир Шарко — воспитанник минской школы баскетбола. Первые тренеры — Герман Геннадьевич и Виталий Геннадьевич Радюки.
Начинал карьеру в молодёжной команде минского РТИ. Затем выступал под руководством Геннадия Леонидовича Самарского в клубе ЭНКА из Минской области, стал с ним бронзовым призёром чемпионата Беларуси.
Был ведущим игроком и капитаном белорусских клубов «Гродно-93» (1994—1997, 1998—2003, 2012—2013), «Виталюр» (2004—2008), «Минск-2006» (2008—2012), стал с ними 14 раз чемпионом и трижды серебряным призёром чемпионата Беларуси, неоднократно признавался лучшим игроком чемпионата Беларуси, становился обладателем и лучшим игроком Кубка Беларуси, выступал в еврокубках и Единой лиге ВТБ, 10 раз участвовал в «Матчах звёзд Беларуси».
Являлся игроком сборной Беларуси по баскетболу с 1998 по 2007 год.
После окончания игровой карьеры работал администратором в женской команде «Цмоки-Минск». Выступал в Непрофессиональной баскетбольной лиге Беларуси в качестве игрока и играющего тренера за клубы «Нефтяник-Караван» (2013—2014), «Серебрянка» (2014—2015), «Виталюр» (2015—2016), становился чемпионом НБЛ (2015/2016), вице-чемпионом (2014/2015). В 2022 году вошёл в тренерский штаб резервной команды БК «Минск». В 2024 году вошёл в тренерский штаб основной команды БК «Минск».

## Семья
Жена, Алеся — бывшая волейболистка. Сын — Григорий. Дочь — Мария.

## Достижения
- Чемпион Беларуси: 1995/96, 1998/99, 1999/2000, 2000/01, 2001/02, 2002/03, 2004/05, 2005/06, 2006/07, 2007/08, 2008/09, 2009/10, 2010/11, 2011/12.
- Серебряный призер чемпионата Беларуси: 1994/95, 1996/97, 2012/13.
- Бронзовый призер чемпионата Беларуси: 1992/93.
- Обладатель Кубка Беларуси: 1998, 2001, 2002, 2003, 2005, 2006, 2009, 2010, 2011.